# Valforêt
Valforêt – gmina we Francji, w regionie Burgundia-Franche-Comté, w departamencie Côte-d’Or. W 2013 roku liczba ludności wynosiła 328 mieszkańców. 
Gmina została utworzona 1 stycznia 2019 roku z połączenia dwóch ówczesnych gmin: Clémencey oraz Quemigny-Poisot. Siedzibą gminy została miejscowość Clémencey. 